# Dicliptera raui
Dicliptera raui är en akantusväxtart som beskrevs av Saravanam Karthikeyan och Moorthy. Dicliptera raui ingår i släktet Dicliptera och familjen akantusväxter. Inga underarter finns listade i Catalogue of Life.